# Нове (провинция Виченца)
Нове (итал. Nove) — коммуна в Италии, располагается в провинции Виченца области Венеция.
Население составляет 5009 человек (2008 г.), плотность населения составляет 626 чел./км². Занимает площадь 8 км². Почтовый индекс — 36055. Телефонный код — 0424.
Покровителями коммуны почитаются святые апостолы Пётр и Павел, празднование 29 июня.

## Демография
Динамика населения:

## Города-побратимы
- Велкенрадт, Бельгия
- Лангирано, Италия
- Монтелупо-Фьорентино, Италия
- Карлус-Барбоза, Бразилия

## Администрация коммуны
- Официальный сайт: http://www.comune.nove.vi.it/